# Лівінський Михайло Олександрович
Миха́йло Олекса́ндрович Ліві́нський (нар. 27 липня 1969, м. Київ) — український політик. Народний депутат України 6-го скликання. Член партії ВО «Батьківщина». Керівник Апарату Прем'єр-міністра України (2007–2010).

## Освіта
З 1986 до 1992 року навчався на факультеті кібернетики Київського університету ім. Т. Шевченка за спеціальністю математик.

## Кар'єра
- Липень 1988 — вересень 1989 — служба в армії.
- Березень 1990 — січень 1992 — старший інженер лабораторії математичних методів в гігієні Республіканського гігієнічного центру АНУ.
- Квітень 1992 — листопад 1992 — спеціаліст I категорії апарату Державного радника України Державної думи України.
- Листопад 1992 — березень 1993 — провідний спеціаліст служби першого віце-прем'єр-міністра України, березень 1993 — лютий 2000 — головний спеціаліст загального відділу, березень 2000 — квітень 2002 — заступник начальника Управління діловодства — завідувач сектору автоматизованих систем діловодства Кабінету Міністрів України[1].
- Квітень 2002 — січень 2005 — заступник директора Департаменту діловодства та моніторингу — начальник Управління автоматизації діловодства в Секретаріаті Кабінету Міністрів України[2][3].
- Січень — вересень 2005 — керівник Служби Прем'єр-міністра України[4][5].
- Грудень 2007 — березень 2010 — керівник Апарату Прем'єр-міністра України[6][7].

Член Товариства прикладної математики та механіки (GAMM) (з 1995).
Володіє англійською мовою.
Захоплюється спортом.

## Сім'я
- Українець.
- Батько Олександр Михайлович (1935) — доктор технічних наук (1991), професор (1992), Заслужений будівельник України (1996), лауреат Державної премії України у галузі науки і техніки (2000), академік УАН (1992), академік Академії будівництва України (1994), автор понад 350 наукових праць та винаходів.
- Мати Євгенія Володимирівна (1942) — математик, науковий працівник.
- Дружина Ганна Володимирівна (1972) — математик, викладач.

## Парламентська діяльність
Березень 2006 — кандидат в народні депутати України від «Блоку Юлії Тимошенко», № 190 в списку. На час виборів: старший консультант Апарату Верховної Ради України, безпартійний.
Народний депутат України 6-го скликання з 23 листопада 2007 до 23 травня 2008 від «Блоку Юлії Тимошенко», № 143 в списку. На час виборів: головний консультант Апарату Верховної Ради України, член ВО «Батьківщина». Член фракції «Блок Юлії Тимошенко» (з листопада 2007). Член Комітету з питань соціальної політики та праці (з грудня 2007). Склав депутатські повноваження 23 травня 2008.

## Нагороди, державні ранги
Державний службовець 3-го рангу (з серпня 2002), 2-го рангу (з лютого 2005), 1-го рангу (з червня 2009).